# Velislavice

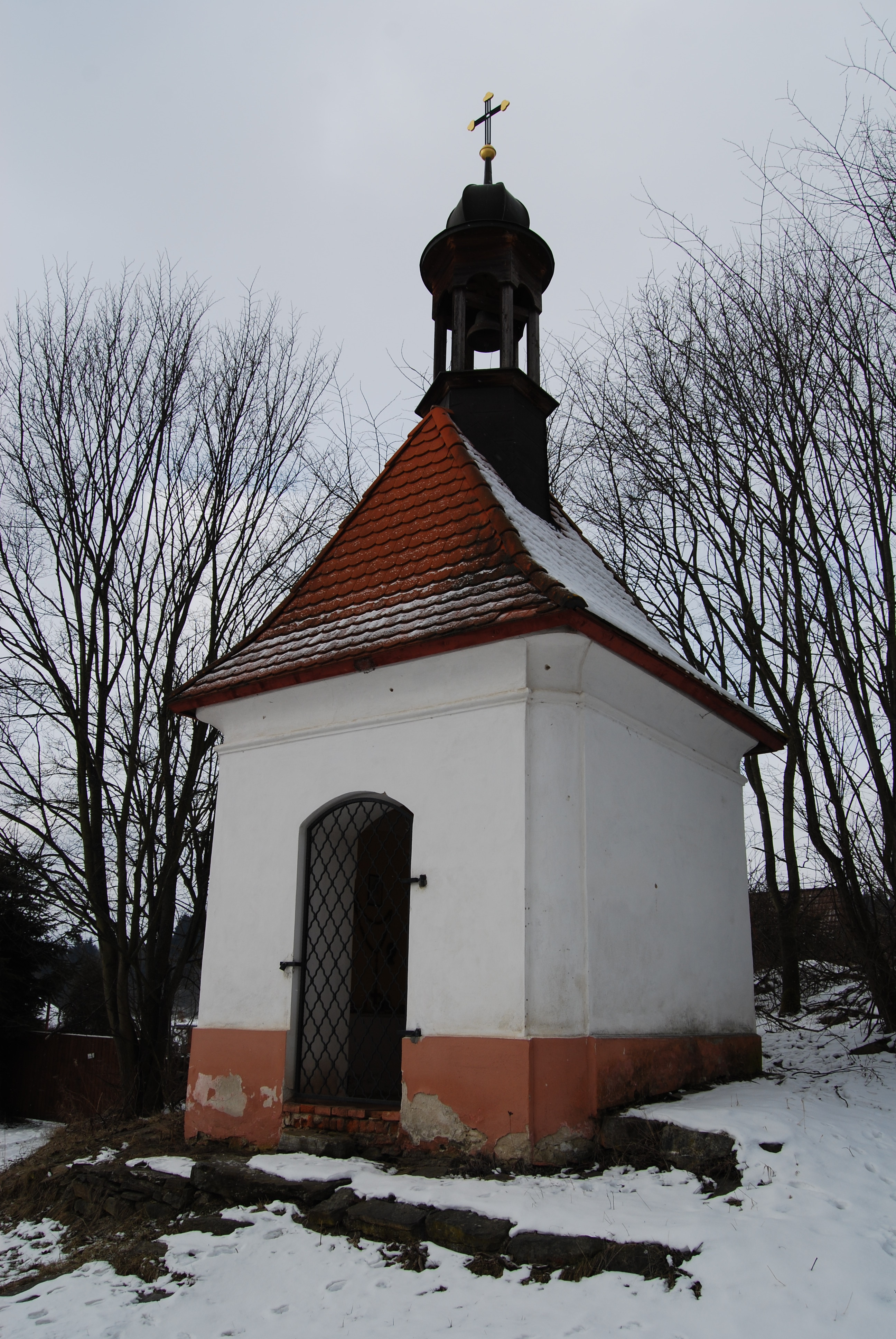
Kaple (Velislavice)

Velislavice nebo také Veleslavice (německy Weislowitz) je zaniklá ves na  území obce Bohdalovice v okrese Český Krumlov.

## Historie
První písemná zmínka o Velislavicích pochází z roku 1401. Od zavedení obecního zřízení v polovině 19. století byly Velislavice osadou obce Svéráz. V roce 1930 zde stálo 16 domů a žilo zde 98 obyvatel. Od roku 1961 byly částí Větřní. Od 1. ledna 1971 se staly součástí obce Bohdalovice.